# Encarnació Gómez i Montaner
Encarnació Gómez i Montaner (Igualada, 1877 - ?), també coneguda com a Encarnació Gómez de Bosch, va ser una pintora i aquarel·lista catalana activa durant la primera meitat del segle xx.

## Trajectòria artística
Nascuda a Igualada el 1877, no se sap res de la seva vida personal, excepte que al 1890 ella i la seva família vivien a Sant Martí de Provençals. Es va casar amb Joan Bosch i Morató que mor l'any 1951.
La primera notícia que se’n té és la seva participació en la quarta edició del 1900 de les exposicions femenines d'art que es van fer a la Sala Parés de Barcelona, en la qual va presentar una natura morta. Anys després, va participar el 1907 a la cinquena edició de l'Exposició Internacional de Belles Arts que organitzava la Junta de Museus de Catalunya amb una natura morta que es va exposar al vestíbul del Palau de Belles Arts. El mateix any també va prendre part de la primera Exposició de Belles Arts d'Artistes Independents que es va fer al Círcol de Propietaris de Gràcia.
No es té cap altra referència de la pintora fins als anys vint, quan va participar en diferents exposicions col·lectives de l'Agrupació d'Aquarel·listes de Catalunya fins l'arribada de la Guerra Civil, primer al Centre de Lectura de Reus i a la Sala Parés, i posteriorment a les Galeries Laietanes. A finals de la dècada dels vint va presentar la seva obra individualment a la Sala Parés (1928-1931) i a les Galeries Laietanes (1933 i 1935). Per celebrar l'èxit obtingut en l'exposició del 1930, es va fer un banquet d'homenatge a la pintora en el Reial Cercle Artístic de Barcelona, del qual la premsa se’n va fer ressò, descrivint-la com una «artista de fino temperamento estético y de hábil destreza para la ejecución». El mateix 1930, a la mateixa Sala Parés, mostrava la seva obra junt amb els pintors Aureli Tolosa Alsina i Joan Fuster Bonnín.
Les úniques obres que fins avui s'han identificat són una parella de natures mortes de flors que es van subhastar al 2017.

## Exposicions

### Individuals
- 1928. Sala Parés
- 1929. Sala Parés
- 1930. Sala Parés
- 1930. Sala Parés. Exposició d'estiu d'Aureli Tolosa, Encarnació Gómez i Joan Fuster
- 1931. Sala Parés
- 1933. Galeries Laietanes
- 1935. Galeries Laietanes

### Col·lectives
- 1907. I Exposició de Belles Arts d'Artistes Independents. Círcol de Propietaris de Gràcia, Barcelona.
- 1907. V Exposición Internacional de Bellas Artes é Industrias Artísticas. Palau de Belles Arts de Barcelona.
- 1925. XII Exposició d'obres de l'Agrupació d'Aquarel·listes de Catalunya. Centre de Lectura de Reus.
- 1925. Exposició de l'Agrupació d'Aquarel·listes de Catalunya. Sala Parés.
- 1927. Exposició deAgrupació d'Aquarel·listes de Catalunya. Sala Parés.
- 1928. XV Exposició de l'Agrupació d'Aquarel·listes de Catalunya. Sala Parés.
- 1929. XIX Exposició de l'Agrupació d'Aquarel·listes de Catalunya. Sala Parés.
- 1931. XXI Exposició de l'Agrupació d'Aquarel·listes de Catalunya. Sala Parés.
- 1932. XXII Exposició de l'Agrupació d'Aquarel·listes de Catalunya. Galeries Laietanes.
- 1933. XXII Exposició de l'Agrupació d'Aquarel·listes de Catalunya. Galeries Laietanes.
- 1934. XXIV Exposició de l'Agrupació d'Aquarel·listes de Catalunya. Galeries Laietanes.
- 1935. XXV Exposició de l'Agrupació d'Aquarel·listes de Catalunya. Galeries Laietanes.
- 1936. XXVI Exposició de l'Agrupació d'Aquarel·listes de Catalunya. Galeries Laietanes.